# Piusverein (Schweiz)
Der Piusverein war eine von 1857 bis 1904 bestehende Organisation zur Bewahrung des katholischen Glaubens und Pflege katholischer Wissenschaft und Kultur in der Schweiz.

## Geschichte
Bereits 1853 hatte Theodor Scherer-Boccard in einer Schrift auf die 1848 gegründeten deutschen Piusvereine hingewiesen und angeregt, einen ähnlichen Verein auch für die Schweiz zu gründen. Letztlich gab 1856 der Artikel eines unbekannten Verfassers in der Schweizerischen Kirchenzeitung, die seit 1855 von Scherer geleitet wurde, den Ausschlag für die Vereinsgründung. Sie erfolgte 1857 unter der Federführung von Joseph Ignaz von Ah. Scherer wurde erster Präsident des Piusvereins und hatte dieses Amt bis zu seinem Tode 1885 inne. Alois Steiner schreibt in seiner Veröffentlichung Der Piusverein der Schweiz, in welcher die Jahre von 1857 bis 1870 behandelt werden, dass Scherers Präsidentschaft gleichbedeutend mit den «grossen Jahren» des Vereins sei.
Der Piusverein bestand aus Orts-, Kreis- und Kantonalvereinen. Er wurde von einem zehnköpfigen Zentralkomitee geleitet. Bereits 1870 zählte der Piusverein rund 5600 Mitglieder in der Deutschschweiz, 2000 in der Romandie und 800 in der italienischen Schweiz.
Als Vereinsorgan erschienen ab 1862 zahlreiche Publikationen mit allgemeinbildender bzw. wissenschaftlicher Ausrichtung. 1899 gab sich der Piusverein neue Statuten und wurde in Schweizer Katholikenverein umbenannt. Die Modernisierung und das neu geschaffene Sekretariat in Luzern brachten um die Jahrhundertwende einen Aufschwung. 1903 zählte der Verein 35'000 Mitglieder, die in 224 Sektionen untergliedert waren. Beim 1. Schweizer Katholikentag 1903 wurde von den Spitzenverbänden beschlossen, sich ab 1904 im Schweizerischen katholischen Volksverein (SKVV) zusammenzuschliessen. Der nur Männern offenstehende SKVV regte 1912 die Gründung des Schweizerischen Katholischen Frauenbundes (SKF) an, um eine vollständige Sammlung der katholischen Bevölkerung zu erreichen.
1991 wandelte sich der SKVV in einen Förderverein um.